# Pimpri Chinchwad
Pimpri Chinchwad (in marathi पिंपरी-चिंचवड) è una suddivisione dell'India, classificata come municipal corporation, di 1.006.417 abitanti, situata nel distretto di Pune, nello stato federato del Maharashtra. In base al numero di abitanti la città rientra nella classe I (da 100.000 persone in su). È una conurbazione di due città, Pimpri e Chinchwad, che sono parte dell'area metropolitana di Pune.

## Geografia fisica
La città è situata a 18° 38' 45 N e 73° 48' 35 E.

## Società

### Evoluzione demografica
Al censimento del 2001 la popolazione di Pimpri Chinchwad assommava a 1.006.417 persone, delle quali 543.436 maschi e 462.981 femmine. I bambini di età inferiore o uguale ai sei anni assommavano a 138.219, dei quali 73.004 maschi e 65.215 femmine. Infine, coloro che erano in grado di saper almeno leggere e scrivere erano 745.688, dei quali 431.452 maschi e 314.236 femmine.